# Вебмејл
Вебмејл, веб пошта или е-пошта заснована на вебу (енгл. Webmail) је услуга е-поште којој се може приступити помоћу стандардног веб претраживача. То је у супротности са услугом е-поште која је доступна преко специјализованог софтвера за клијенте е-поште. Поред тога, многи провајдери интернет услуга (ИСП) обезбеђују веб пошту као део свог пакета интернет услуга. Слично томе, неки провајдери веб хостинга такође пружају веб пошту као део свог хостинг пакета.
Као и код сваке веб апликације, главна предност веб поште у односу на коришћење десктоп клијента е-поште је могућност слања и примања е-поште било где из веб претраживача.

## Историја

### Ране имплементације
Прву имплементацију веб поште развио је у ЦЕРН-у 1993. године Филип Халам-Бејкер као тест стека ХТТП протокола, али није даље развијен. У наредне две године, међутим, неколико људи је произвело радне апликације за веб пошту.
У Европи су постојале три имплементације, „ВВВ Маил“ Сорена Вејрума, ] „ВебМаил“ Луке Манунзе и „ВебМаил“ Ремија Ветзелса. „ВВВ Маил“ Сорена Вејрума је написана док је студирао и радио на пословној школи у Копенхагену у Данској, а објављена је 28. фебруара 1995. године. "ВебМаил" Луке Манунзе је написан док је радио у ЦРС4 на Сардинији, по идеји Ђанлуиђија Занетија, са првим изворним издањем 30. марта 1995. године. „ВебМаил“ Ремија Вецелса је написан док је студирао на Технолошком универзитету у Ајндховену у Холандији за ДСЕ и објављен је почетком јануара 1995.
У Сједињеним Државама, Мет Манкинс је написао „Вебек“, а Билл Фитлер је, док је био у Лотусу цц:Маил, почео да ради на имплементацији коју је јавно демонстрирао на Лотуспхере 24. јануара 1995. године. Мет Манкинс, под надзором др Бурта Розенберга са Универзитета у Мајамију, је објавио изворни код своје „Вебек“ апликације у посту на цомп.маил.мисц 8. августа 1995. иако је био у употреби као примарна апликација за е-пошту на Архитектонском факултету где је Менкинс радио неколико месеци раније.
Имплементација веб поште Била Фитлера је даље развијена као комерцијални производ, који је Лотус најавио и објавио у јесен 1995. као цц:Маил за Ворлд Виде Веб 1.0; чиме се обезбеђује алтернативни начин приступа цц:Маил складишту порука.
ЕМУмејл је била једна од првих апликација која је имала бесплатну верзију која је укључивала уграђено оглашавање, као и лиценцирану верзију која није бесплатна.
Хотмаил и Фоур11 РоцетМаил су се појавили 1996. године као бесплатни сервиси и одмах су постали веома популарни.

## Распрострањена примена
Како су 1990-те напредовале, па све до 2000-их, постало је уобичајеније да шира јавност има приступ веб пошти јер:
- многи провајдери Интернет услуга и провајдери веб хостинга почели су да повезују веб пошту у своје понуде услуга (често паралелно са ПОП/СМТП услугама);
- многа друга предузећа (као што су универзитети и велике корпорације) су такође почела да нуде веб пошту као начин да њихове корисничке заједнице приступе њиховој е-пошти;
- добављачи услуга веб поште појавили су се 1996. године као бесплатна услуга за ширу јавност и брзо су стекли популарност.

У неким случајевима, софтвер апликације за веб пошту развијају саме организације које покрећу и управљају апликацијом, а у неким случајевима се добија од софтверских компанија које развијају и продају такве апликације, обично као део интегрисаног пакета сервера поште (рани пример је Нетскејп Месиџинг Сервер). Тржиште софтвера за апликације за веб пошту наставило се и током 2010-их.

## Рендеринг и компатибилност
Корисници е-поште могу открити да коришћење и клијента веб поште и десктоп клијента који користи ПОП3 протокол представља одређене потешкоће. На пример, поруке е-поште које преузима десктоп клијент и уклањају се са сервера више неће бити доступне на клијенту веб поште. Корисник је ограничен на преглед порука помоћу веб клијента пре него што их преузме десктоп клијент е-поште. Међутим, неко може изабрати да остави е-пошту на серверу, у ком случају се овај проблем не јавља. Коришћење клијента веб поште и десктоп клијента који користи ИМАП4 протокол омогућава да се садржај поштанског сандучета доследно приказује и у клијентима веб поште и у десктоп клијентима и свака радња коју корисник изврши на порукама у једном интерфејсу ће се одразити када се е-пошти приступи преко другог интерфејса. Постоје значајне разлике у могућностима приказивања за многе популарне услуге веб поште као што су Гмаил, Оутлоок.цом и Јаху! Маил. Због различитог третмана ХТМЛ ознака, као што су <стиле> и <хеад>, као и недоследности у приказивању ЦСС-а, компаније за маркетинг е-поште се ослањају на старије технике веб развоја за слање поште на више платформи. Ово обично значи веће ослањање на табеле и уграђене табеле стилова.
Мајкрософт Виндовс апликације подразумевано креирају е-поруке преко МАПИ-ја. Неколико добављача производи алате за обезбеђивање МАПИ интерфејса за веб пошту.

## Проблеми приватности
Иако тај провајдер може прочитати мејлове који су нешифровани на серверима било ког провајдера услуга, изражена је посебна забринутост у вези са услугама веб поште које аутоматски анализирају садржај мејлова корисника у сврху циљаног оглашавања. Најмање два таква сервиса, Гмаил и Јаху! Маил, дају корисницима могућност да одустану од циљаног оглашавања.
Веб пошти којој се приступа преко незаштићеног ХТТП-а може да чита трећа страна која има приступ преносу података, на пример преко необезбеђене Ви-Фи везе. Ово се може избећи повезивањем на услугу веб поште преко ХТТПС-а, који шифрује везу. 